# Never Mind the Hosen – Here's Die roten Rosen (aus Düsseldorf)
Never Mind the Hosen – Here’s Die roten Rosen (aus Düsseldorf) (traducible como 'A la mierda los Hosen – Aquí están Die Roten Rosen [de Düsseldorf]') es un álbum editado en 1987 por la banda alemana de punk rock Die Toten Hosen bajo el pseudónimo de Die Roten Rosen ('Las rosas rojas'). Contiene exclusivamente versiones de temas de Schlager alemán y se extrajeron de él tres sencillos. El título del álbum y el diseño de la portada son una parodia o pastiche del disco Never Mind the Bollocks, Here's the Sex Pistols, de los Sex Pistols. 
Fue editado por Rosenkopf (en lugar de Totenkopf, nombre habitual de la discográfica del grupo) y en los créditos se rebautiza también a los músicos: así, el bajista aparece como Vid Sicious (juego de palabras con el nombre de Sid Vicious); los guitarristas son Rüdiger (protagonista del clásico infantil El pequeño vampiro) y Digger Barnes (personaje de la serie Dallas); el batería, Kirschwasserkönig Münchhausen; y como cantante figura Judas Inocenti. En el interior del libreto aparece una imagen ambientada en un cementerio, en la cual se muestra a los Toten Hosen delante de la tumba del Schlager alemán.
Este LP supuso el debut de Die Toten Hosen en la lista de ventas de Alemania, donde alcanzó el puesto 21. Se vendieron más de 100.000 unidades. Veinte años después del lanzamiento original, y al igual que se hizo con otros discos del grupo, se comercializó una versión remasterizada. Según Campino, de entre toda la discografía, Never Mind the Hosen – Here’s Die roten Rosen es el que más se benefició de la remasterización.

## Lista de canciones
Entre paréntesis se indica el intérprete original:
1. Itsy Bitsy Teenie Weenie Honolulu-Strand-Bikini (".... Honolulu-playa-bikini") − 1:54 (de Club Honolulu)
2. Alle Mädchen wollen küssen ("Todas las chicas quieren besar") − 1:26 (de Peter Kraus)
3. Im Wagen vor mir ("En el coche de delante de mí") − 3:28 (cantante invitada Monique Maasen de Asmodi Bizarr;[4] canción de Henry Valentino)
4. Für Gaby tu' ich alles ("Por Gaby lo hago todo") − 2:29 (de Gerd Böttcher)
5. Wir ("Nosotros") − 3:36 (de Freddy Quinn)
6. Und sowas nennst du Liebe ("Y a algo así le llamas amor")− 2:27 (de Chris Andrews)
7. Kein Gnadenbrot ("Nada de caridad") − 3:40 (M.+T. Kunze,/Igelhoff/Fink)
8. Halbstark ("Argot: Rockera") − 2:26 (de The Yankees)
9. Die Sauerkrautpolka ("La polka del chucrut") − 1:50 (de Gus Backus)
10. Wenn Du mal allein bist ("Cuando estés solo") − 2:29 (de Manfred Schnelldorfer)
11. Zwei Mädchen aus Germany ("Dos chicas de Germany") − 2:14 (de Paul Anka)
12. Mein Hobby sind die Girls ("Mi hobby son las chicas") − 2:53 (de The Germans)
13. Medley − 4:14 
  - Cinderella Baby ("Baby Cenicienta") − (de Drafi Deutscher)
  - Tiroler Hut ("Sombrero tirolés") − (de Billy Mo)
  - Der Fahrstuhl nach oben ist besetzt ("El ascensor que sube está ocupado") − (de Hazy Osterwald Sextett)
  - Schöne Maid ("Bella doncella") − (de Tony Marshall)
  - Mama − (de Heintje)
  - Adelheid ("Nobleza") − (de Billy Mo)
  - Da sprach der alte Häuptling ("Ahí habló el viejo jefe") − (de Gus Backus)
  - Schön ist es auf der Welt zu sein ("Es bello estar en el mundo") − (de Anita/Roy Black)